# آرتورو کاسترو (بازیگر)
آرتورو کاسترو (انگلیسی: Arturo Castro زادۀ ۲۶ نوامبر ۱۹۸۵) بازیگر گواتمالایی است که برای ایفای نقش دیوید رودریگز در مجموعۀ تلویزیونی نارکوس شناخته شده‌است.

## گزیدۀ فیلم‌شناسی
- همسر خوب (۲۰۱۵)
- پیاده‌روی طولانی بیلی لین بین دو نیمه (۲۰۱۶)
- نارکوس (۲۰۱۷)
- بوشوک (۲۰۱۷)
- ربوده‌شده (۲۰۱۷)
- دره سیلیکون (۲۰۱۹)
- خبرچین (۲۰۱۹)
- بانو و ولگرد (۲۰۱۹)
- بابای آمریکایی! (۲۰۲۰)
- روز بله‌گویی (۲۰۲۱)
- ترمینال لیست (۲۰۲۲)
- ویرد: داستان ال یانکوویک (۲۰۲۲)
- صورت‌غذا (۲۰۲۲)